# Xanthorhoe aestiva
Xanthorhoe aestiva là một loài bướm đêm trong họ Geometridae.